# Kępno
Kępno (česky Kepno) je polské město ve Velkopolském vojvodství, hlavní město okresu Kępno. Je centrem městsko-vesnické gminy Kępno.
V roce 2011 zde žilo 14 760 obyvatel.